# Daniel Gibson
Daniel Hiram Gibson (Houston, 27 febbraio 1986) è un rapper ed ex cestista statunitense, professionista nella NBA.

## Carriera
Daniel Gibson soprannominato "Boobie" è figlio di Byron, ex cestista della University of Houston. Daniel ha frequentato la high school di Houston, dalla quale è uscito come sesto su 212 studenti. La sua carriera sportiva durante la high school è stata eccellente, infatti ha condotto da senior la squadra al titolo statale, che Houston non otteneva dal 1965, concludendo la stagione con 25,5 punti di media a partita; inoltre ha terminato la carriera come miglior realizzatore di tutti i tempi della Houston High School. È membro della National Honor Society delle high school. Ha avuto anche soddisfazioni fuori dal campo, essendo stato scelto nel McDonald's All-American Game e nel Second-Team Parade All-American. In seguito si è laureato in comunicazioni aziendali all'Università del Texas.
Viene selezionato dai Cleveland Cavaliers nel Draft NBA 2006 al secondo giro come 42ª scelta.
Utilizzato da coach Mike Brown a volte come guardia e a volte come playmaker, già al primo anno in NBA ha la possibilità di partecipare a una finale di Conference (vinta contro i Detroit Pistons grazie ai suoi 31 punti) e a una finale di Lega (persa contro i San Antonio Spurs). Al secondo anno riceve la convocazione per la partita tra i Rookie (giocatori al primo anno nella NBA) e i Sophomore (giocatori al secondo anno) durante l'All-Star week-end, e grazie a un 11 su 20 dai tre punti (33 punti a fine gara) vince il titolo di MVP della sfida e permette ai suoi Sophomore di imporsi.
Dopo aver lasciato il basket, inizia la carriera di rapper con il nome d'arte di Booby's World, pubblicando nel 2015 il primo video dal titolo "Suicide".

## Statistiche

### College
| Anno      | Squadra         | PG | PT | MP   | TC%  | 3P%  | TL%  | RP  | AP  | PRP | SP  | PP   |
| --------- | --------------- | -- | -- | ---- | ---- | ---- | ---- | --- | --- | --- | --- | ---- |
| 2004-2005 | Texas Longhorns | 31 | 31 | 32,8 | 41,7 | 39,8 | 75,2 | 3,6 | 3,9 | 1,8 | 0,3 | 14,2 |
| 2005-2006 | Texas Longhorns | 37 | 37 | 33,2 | 40,5 | 38,0 | 72,6 | 3,6 | 3,1 | 1,3 | 0,3 | 13,4 |
| Carriera  | Carriera        | 68 | 68 | 33,0 | 41,1 | 38,7 | 74,1 | 3,6 | 3,5 | 1,5 | 0,3 | 13,8 |

### NBA

#### Regular Season
| Anno      | Squadra             | PG  | PT | MP   | TC%  | 3P%  | TL%  | RP  | AP  | PRP | SP  | PP   |
| --------- | ------------------- | --- | -- | ---- | ---- | ---- | ---- | --- | --- | --- | --- | ---- |
| 2006-2007 | Cleveland Cavaliers | 60  | 16 | 16,5 | 42,4 | 41,9 | 71,8 | 1,5 | 1,2 | 0,4 | 0,1 | 4,6  |
| 2007-2008 | Cleveland Cavaliers | 58  | 26 | 30,4 | 43,2 | 44,0 | 81,0 | 2,3 | 2,5 | 0,8 | 0,2 | 10,4 |
| 2008-2009 | Cleveland Cavaliers | 75  | 0  | 23,9 | 39,1 | 38,2 | 76,7 | 2,1 | 1,8 | 0,6 | 0,2 | 7,8  |
| 2009-2010 | Cleveland Cavaliers | 56  | 10 | 19,1 | 46,6 | 47,7 | 69,4 | 1,3 | 1,3 | 0,4 | 0,1 | 6,3  |
| 2010-2011 | Cleveland Cavaliers | 67  | 15 | 27,8 | 40,0 | 40,3 | 82,2 | 2,6 | 3,0 | 0,7 | 0,3 | 11,6 |
| 2011-2012 | Cleveland Cavaliers | 35  | 7  | 26,2 | 35,1 | 39,6 | 79,1 | 2,9 | 2,2 | 0,7 | 0,5 | 7,5  |
| 2012-2013 | Cleveland Cavaliers | 46  | 3  | 20,0 | 34,0 | 34,4 | 70,3 | 1,3 | 1,8 | 0,7 | 0,1 | 5,4  |
| Carriera  | Carriera            | 397 | 77 | 23,5 | 40,2 | 40,7 | 78,0 | 2,0 | 2,0 | 0,6 | 0,2 | 7,8  |

#### Playoffs
| Anno     | Squadra             | PG | PT | MP   | TC%  | 3P%  | TL%  | RP  | AP  | PRP | SP  | PP  |
| -------- | ------------------- | -- | -- | ---- | ---- | ---- | ---- | --- | --- | --- | --- | --- |
| 2007     | Cleveland Cavaliers | 20 | 2  | 20,1 | 43,1 | 40,9 | 88,4 | 1,6 | 1,1 | 0,6 | 0,2 | 8,3 |
| 2008     | Cleveland Cavaliers | 11 | 0  | 25,8 | 44,9 | 45,2 | 71,4 | 1,7 | 2,5 | 0,6 | 0,2 | 9,0 |
| 2009     | Cleveland Cavaliers | 14 | 0  | 12,3 | 32,5 | 35,7 | 100  | 0,5 | 0,4 | 0,1 | 0,2 | 3,4 |
| 2010     | Cleveland Cavaliers | 5  | 0  | 4,6  | 28,6 | 25,0 | 100  | 0,6 | 0,2 | 0,0 | 0,0 | 1,4 |
| Carriera | Carriera            | 50 | 2  | 17,6 | 41,5 | 40,7 | 87,1 | 1,2 | 1,1 | 0,4 | 0,2 | 6,4 |

## Palmarès
- McDonald's All-American Game (2004)
- NBA Rookie Challenge MVP: 2008